# Ospedale militare di Tirana
L’Ospedale Universitario dei traumi (in albanese, Spitali Universitar i Traumës ) è un ospedale militare e civile sito a Tirana.
Nato come ospedale militare nel 1929 ha cambiato numerose volte nome durante gli anni. Dal 2012 ha perso definitivamente l’appellativo di “militare” dal suo nome ufficiale.

## Storia
L’attuale ospedale universitario dei traumi venne fondato il 26 settembre 1929 durante il regno di re Zog I di Albania con il nome di “ospedale militare generale”. 
Il costo della costruzione fu di 548.894,88 franchi d’oro. 
Si trattava di un grosso edificio lungo a due piani con varie strutture antistanti, attualmente sede dell’Ospedale Madre Teresa.
Primo direttore dell’ospedale fu il Ten. Col. Jani Basho considerato il padre della moderna medicina albanese, al quale si deve anche la costruzione del primo ospedale civile di Tirana.
Il dott. Basho fu, tra le altre cose, anche il medico personale di te Zog.
Nel 1932 l’ospedale mutò per la prima volta il suo nome diventando “Ospedale Militare Nazionale”.
La direzione di Basho durò fino al 1935 quando gli successe il dott. Ismet Gega il quale, originario di Argirocastro, aveva studiato medicina all’università di Istanbul.
Nel 1939 a seguito dell’occupazione italiana dell’Albania l’ospedale militare passò sotto il controllo del nuovo regime politico.
Nuovo direttore venne nominato il ten. col. Giovanni Cicco ufficiale medico il s.p.e. dal 1913.
In questo periodo i quadri dell’ospedale erano quasi interamente composti da medici militari italiani ai quali si affiancavano un esiguo numero di medici albanesi. 
Nel 1942, sui 13 medici in servizio permanente solo tre erano albanesi.
Con la caduta del fascismo e l’occupazione tedesca l’ospedale militare cessò quasi completamente le sue funzioni. 
Molti dei medici italiani finirono prigionieri dei tedeschi, mentre quelli albanesi si unirono alla resistenza.
L’ospedale riprese la sua normale attività nel 1945 sotto il nuovo regime socialista. 
Direttore fu nominato il Dr. Sinan Imami il quale aveva studiato in Italia ed aveva già lavorato all’ospedale durante il periodo italiano.
Durante questo periodo l’ospedale vide lavorare al suo interno i migliori medici albanesi sopravvissuti alla guerra, molti dei quali vi avevano preso parte in qualità di medici partigiani. 
Al loro fianco lavorarono un certo numero di medici italiani, trattenuti a fine della guerra dal governo albanese in qualità di specialisti.
Tra di essi, ricoprirono ruoli di particolare importanza gli ufficiali medici Riccardo Masnata, Guglielmo Augi, Giuseppe Moffa.

## Funzioni
Il nosocomio ha la funzione di formare il personale medico militare dell'esercito albanese, nonché di effettuare attività diagnostica e curativa sia per l'esercito che per la popolazione civile. Il personale che opera all'interno della struttura è composto per la maggioranza, il 60%, da militari mentre il resto da civili.